# Висмат
Висмат (нем. Wiesmath) — ярмарочная коммуна (нем. Marktgemeinde) в Австрии, в федеральной земле Нижняя Австрия.
Входит в состав округа Винер-Нойштадт. Население составляет 1564 человека (на 31 декабря 2005 года). Занимает площадь 38,56 км². Официальный код — 3 23 35.

## Политическая ситуация
Бургомистр коммуны — Роланд Вебер (АНП) по результатам выборов 2005 года.
Совет представителей коммуны (нем. Gemeinderat) состоит из 19 мест.
- АНП занимает 13 мест.
- СДПА занимает 5 мест.
- АПС занимает 1 место.